# جيجو يونايتد
نادي جيجو لكرة القدم نادي كرة قدم كوري جنوبي. من جزيرة جيجو، في كوريا الجنوبية. سابقا كان النادي معروف بأسم يوكونج إليفينتس وسي كي بوتشون.

## وصلات خارجية
- Official website (بالكورية)
- Official Facebook
- Official Twitter
- Official YouTube